# 帕讷
帕讷（法語：Pannes，法語發音：[pan]）是法国卢瓦雷省的一个市镇，属于蒙塔日区。

## 地理
帕讷（48°1'8"N, 2°40'2"E）面积20.84 平方千米，位于法国中央-卢瓦尔河谷大区卢瓦雷省，该省份为法国中北部省份，北起埃松省，西北接厄尔-卢瓦省，西南接卢瓦-谢尔省，南至涅夫勒省和谢尔省，东临约讷省，东北接塞纳-马恩省。
与帕讷接壤的市镇（或旧市镇、城区）包括：科尔基勒鲁瓦、卢万河畔沙莱特、于亚尔河畔舍维永、贡德勒维尔、圣莫里斯叙费萨尔、维勒芒德尔、维勒沃克。

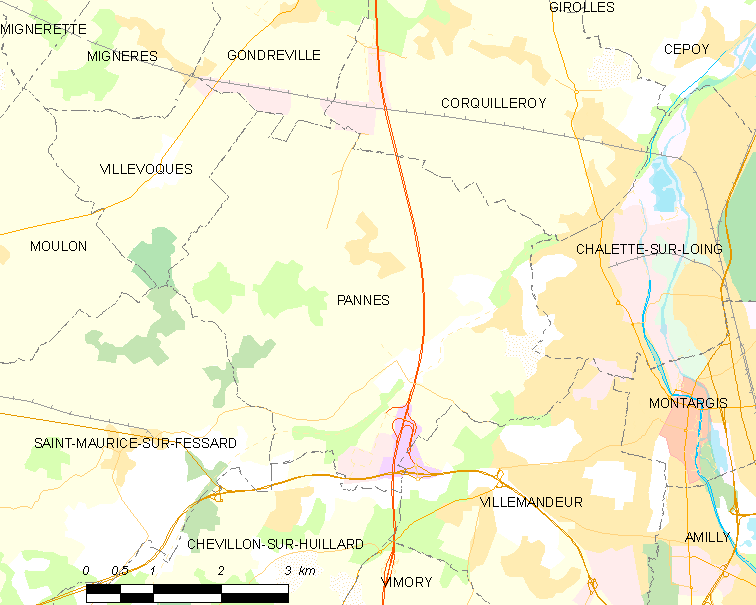
帕讷的OSM定位图

帕讷的时区为UTC+01:00、UTC+02:00（夏令时）。

## 行政
帕讷的邮政编码为45700，INSEE市镇编码为45247。

## 政治
帕讷所属的省级选区为蒙塔日县。

## 人口

1962-2008年间帕讷人口变化图示

帕讷于2022年1月1日时的人口数量为3719人。